# Atena Lêmnia
A Atena Lêmnia foi uma estátua representando a deusa Atena criada pelo escultor grego Fídias. O original foi criado pouco depois de 451 a.C. por encomenda de colonos gregos estabelecidos na ilha de Lemnos, e foi ereto na Acrópole de Atenas como um ex-voto. Este original foi perdido, mas sobrevivem cabeças e estátuas incompletas romanas em mármore que se acredita serem cópias do original.
Não se sabe ao certo em que material o original foi criado, pois nenhuma das referências antigas sobre a Atena o menciona, mas geralmente se pensa que foi o bronze. Também se acredita que a obra foi instalada entre a Atena Promacos e o Propileu. É possível que Fídias tenha apenas criado um modelo em pequenas dimensões e encarregado a execução da obra final a Agorácrito de Paros.
A Atena Lêmnia foi muito louvada na Antiguidade. Pausânias disse que era a mais bela das obras de Fídias, e Aristides de Atenas afirmou que ela e outras obras do escultor "eram a expressão material de uma maestria técnica insuperável e ofereciam um prazer estético sem igual para o observador". Em tempos modernos as supostas cópias romanas foram reproduzidas muitas vezes em mármore, gesso e bronze, sendo um modelo formal muito apreciado.
O primeiro a identificar peças romanas como cópias da Atena Lêmnia foi Adolf Furtwängler, que estudando uma cabeça e três estátuas incompletas de coleções de Dresden e Cassel, e uma cabeça do Museu Arqueológico de Bolonha, em 1891 reconstruiu um protótipo conjetural quase completo. A cabeça de Dresden imediatamente foi aceita pela maioria dos especialistas do fim do século XIX como a melhor candidata para ser uma cópia do original perdido, assim continua na opinião geral da crítica moderna, mas ainda subsistem algumas dúvidas, pois seu estilo não parece inteiramente congruente com o estilo que se supõe ter sido desenvolvido por Fídias na época de criação do original, e não existem referências de que aquele modelo de cabeça foi cultivado em Atenas naquele período, mas é consistente com o modelo principal de cabeça feminina encontrado no frontão do Templo de Zeus em Olímpia, onde Fídias instalou sua estátua de Zeus monumental. A reconstrução de Furtwängler, embora não tenha se tornado uma unanimidade entre a crítica moderna, tem permanecido amplamente aceita e tem figurado em muitas publicações.
Uma outra candidata é a chamada Atena Médici, encontrada na Acrópole e muito copiada posteriormente, e que desde o século XIX tem sido fortemente associada com Fídias. Se a Atena Médici é uma cópia autêntica, pensa-se que o original deve ter sido um acrólito e não uma estátua de bronze, conforme proposto por Walther Amelung em 1908.